# Monochamus subcribrosus
Monochamus subcribrosus är en skalbaggsart som beskrevs av Stefan von Breuning 1950. Monochamus subcribrosus ingår i släktet Monochamus och familjen långhorningar.
Artens utbredningsområde är Gabon. Inga underarter finns listade i Catalogue of Life.